# EVN Wärme
Die EVN Wärme GmbH ist ein österreichisches Unternehmen der Wärmeerzeugung und -verteilung. Als 100%iges Tochterunternehmen der EVN AG wurden diese Tätigkeitsfelder eingebracht.

## Geschichte
Das Unternehmen EVN Wärme wurde durch rückwirkende Ausgliederung per 1. Oktober 2007 aus der EVN AG im Jahre 2008 geschaffen. Somit waren mit Beginn des Unternehmens bereits rund 50 Fernwärmenetze und die Biomasseheizkraftwerke Mödling und Baden in Betrieb. Die Fernwärmenetze Korneuburg, Maria Gugging und die 31 km lange Fernwärmetransportleitung Dürnrohr-St. Pölten Leitung befanden sich in Fertigstellung.
Seit dem Jahr 2009 hat die Gesellschaft das Tochterunternehmen Biowärme Amstetten-West GmbH (BAW) zum Aufbau einer Wärmeversorgung mit Biowärme im Bereich Amstetten übernommen und hält diese Beteiligung gemeinsam mit der Stadtgemeinde Amstetten.
Im gleichen Jahr wurde die Fernwärme Mariazellerland GmbH gemeinsam mit den Stadtbetrieben Mariazell gegründet.
Im Jahre 2011 wurde die Bioenergie Steyr GmbH und die Fernwärme Steyr GmbH gegründet, die gemeinsam die Wärmeversorgung von Ramingdorf und Steyr bewerkstelligen.
Der jährliche Absatz betrug 2,096 TWh im Geschäftsjahr 2022/2023, bei einer Länge des Fernwärmeleitungsnetzes 700 km und einem Umsatz im Geschäftsjahr 2022/23 von 273 Mio. Euro Umsatz.
Im Oktober 2020 wurde in Klosterneuburg ein neues Biomasseheizkraftwerk in Betrieb genommen, welches bis zu 14.000 Haushalte mit „grüner Wärme“ aus regionalen Rohstoffen versorgt.
Im Jahre 2024 betreibt die Gesellschaft rund 80 Biomassefernwärmeanlagen in Niederösterreich. Im Zuge des Nachhaltigkeitsprogramms wurden zur Erreichung der unternehmensweiten Ziele innovative Projekte entwickelt: Zur Senkung der Emissionen in den Wärmeheizwerken wird der Einbau einer Primärrezirkulation an den Standorten Hagenbrunn, Leopoldsdorf und Korneuburg geplant. Die Einsparung von Pumpstrom, die CO2-freie Deckung des Eigenstrombedarfs durch den Bau einer Photovoltaikanlage im FHW Tulln, die Netzoptimierung in den Fernheizwerken Mödling und Baden, die Senkung der Rücklauftemperatur, die Einregulierung der Umformerstationen und Differenzdruckmessungen mit Netzoptimierung Mödling und Baden.

## Unternehmungen

### Erzeugungsanlagen
Die EVN Wärme GmbH hatte im Jahre 2024 insgesamt rund 1.200 Nahwärmeanlagen für die Objektwärmeerzeugung und rund 65 Fernheiznetze, die großteils aus Biomasseheizwerken ihre Wärme erhalten.
In nachfolgender Tabelle ist ein Auszug der Fernwärmenetze aufgeführt.
| Fernwärmenetz   | Versorgungsgebiet | Primärenergieträger                                                                      | Sonstige Hinweise |
| --------------- | --- | ---------------------------------------------------------------------------------------- | --- |
| Thermenregion   | Mödling, Vösendorf, Perchtoldsdorf, Brunn am Gebirge, Maria Enzersdorf, Wr. Neudorf, Biedermannsdorf, Guntramsdorf, Gumpoldskirchen, Pfaffstätten, Traiskirchen, Baden | Biomasse                                                                                 | Größtes überregionales Naturwärmenetz Österreichs mit 150 km Trassenlänge. Biomassekesselwärmeleistung 26,5 MW, Dampfturbine 5 MWel. Zusätzliche Informationen auf der Seite: Biomasseheizkraftwerk Baden Biomassekesselwärmeleistung 26,5 MW, Dampfturbine 5 MWel. Zusätzliche Informationen auf der Seite: Biomasseheizkraftwerk Mödling |
| Krems           | Krems, Gedersdorf | Fernwärmespeicher und KWK-Wärme aus Kraftwerk Theiß und der Biomasse-Cogeneration-Anlage | Anschlussleistung im Endausbau: 55 MW |
| Sankt Pölten    | Sankt Pölten | Abfall- und Biomasse-KWK-Nutzwärme                                                       | Wärmelieferung an die Fernwärme St. Pölten über eine 31 Trassen-km lange Transportleitung aus der thermischen Abfallverwertungsanlage in Dürnrohr |
| Wiener Neustadt | Wiener Neustadt | Biomasse                                                                                 | Biomassekesselwärmeleistung 5 MW, Wärme vom Biomasseheizkraftwerk FunderMax in Neudörfl über eine 4 km lange Transportleitung. |

### Primärenergieträger

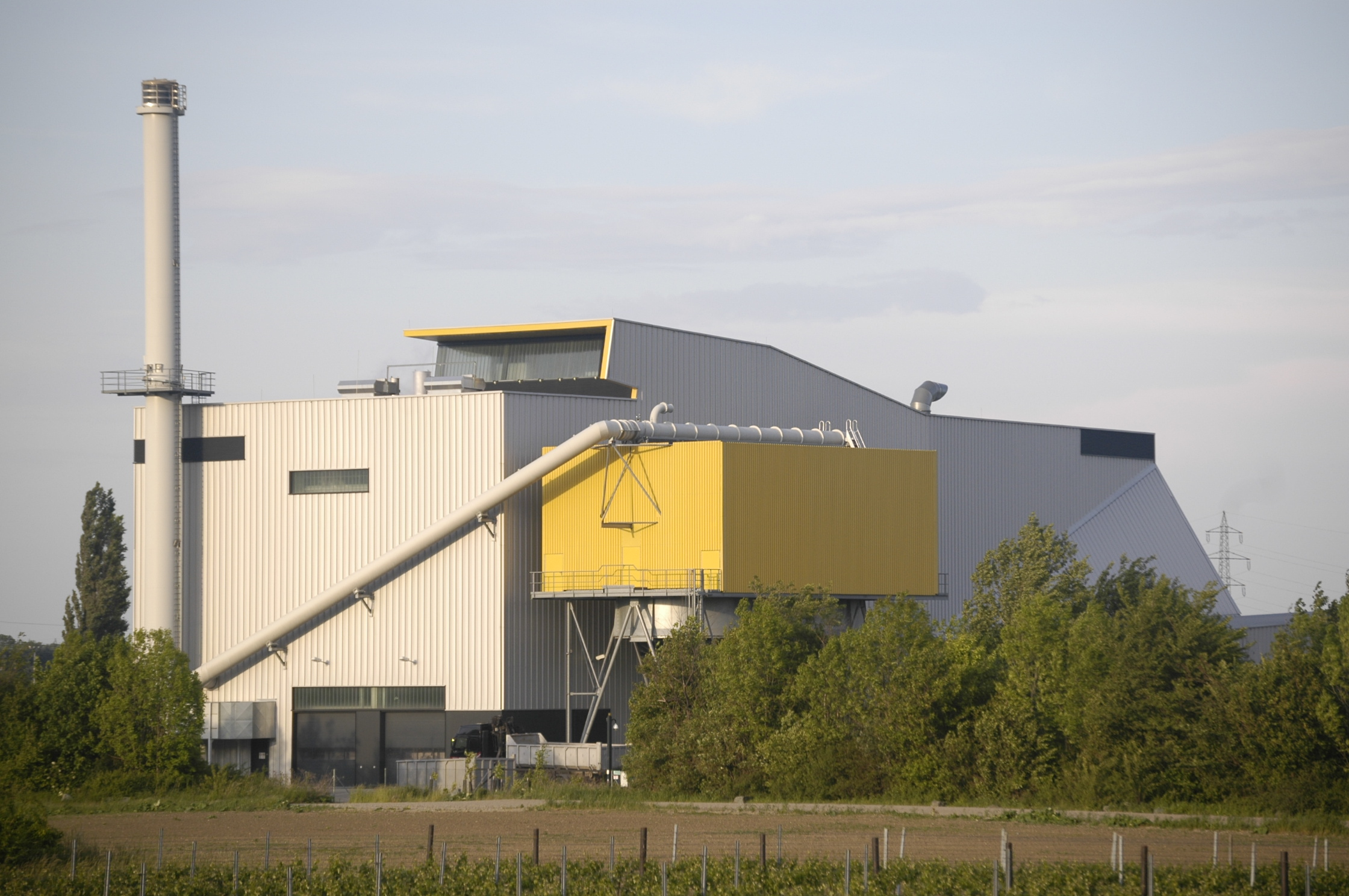
Außenansicht des Biomasseheizkraftwerkes Baden

Als Primärenergieträger werden für die Wärmeerzeugung und -lieferungen nachfolgende Brennstoffe eingesetzt:
- Unbehandelte Biomasse wie Waldhackgut, Sägerestholz, Pellets
- Gasförmige Brennstoffe wie Erdgas, Biogas, Flüssiggas
- ungefährlicher Abfall
- Nutzwärme aus Kraft-Wärme-Kopplungsanlagen, die mit Kohle, Erdgas oder Heizöl befeuert werden
- Heizöl
- Strom
- Erdwärme

### Besonderheiten

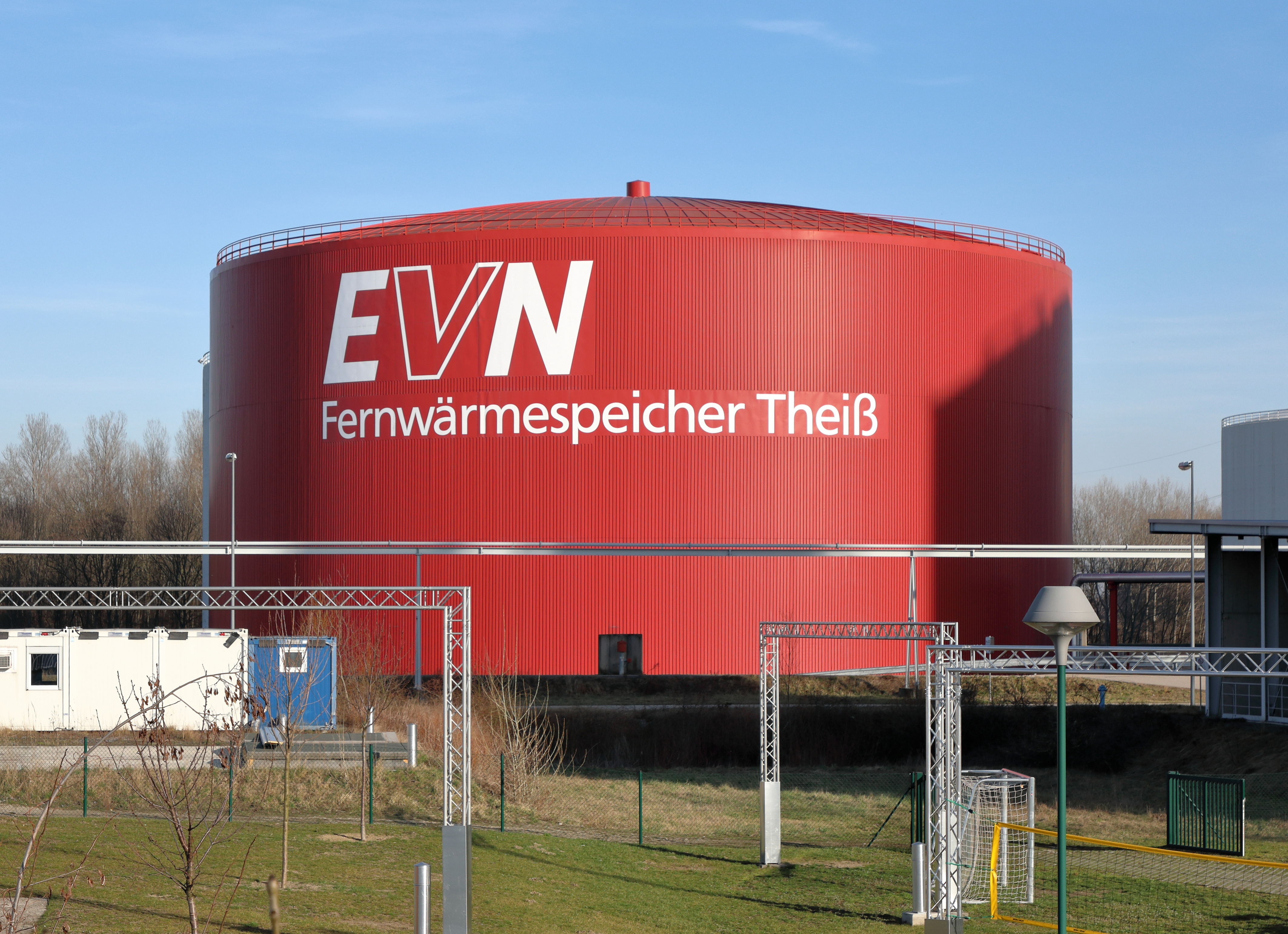
Außenansicht des Fernwärmespeichers mit 50.000 m³ Wasserinhalt und 2 GWh Speichervermögen zur Versorgung der Stadt Krems

- Das Unternehmen übernahm 2008 mit der Errichtung einer der längsten Fernwärmetransportleitungen Europas[22] mit einer Trassenlänge von 31 km, also 62 km Leitungslänge. Das Wasser strömt mit einer Strömungsgeschwindigkeit von 6 km/h und wird alle 10 Stunden wieder erwärmt. Ab Oktober 2009 erfolgt die Fernwärmebereitstellung für die Niederösterreichische Landeshauptstadt St. Pölten aus dem Kraftwerkspark Dürnrohr zu etwa 2/3.[24][21][25]:

- Das Unternehmen liefert Wärme für die Stadt Krems an der Donau und die Gemeinde Gedersdorf aus dem größten Fernwärmespeicher Europas, der im Kraftwerk Theiß steht.[26] Zur Dekarbonisierung des Fernwärmenetzes Krems wurde ein Biomassefernheizkraftwerk errichtet, welches im Oktober 2023 in Betrieb genommen wurde.[27][28]

- Das Unternehmen errichtete eine Biogasaufbereitungsanlage, für die Reinigung von Faulgas einer Kläranlage und ebenso Kofermentationsgas, in der jährlich 1 Million Kubikmeter Biogas gereinigt und in das Erdgasnetz eingespeist werden. Mit diesem Gas, werden aus dem Erdgasnetz mehrere 1000 Haushalte mit Wärme versorgt. [29]

### Galerie

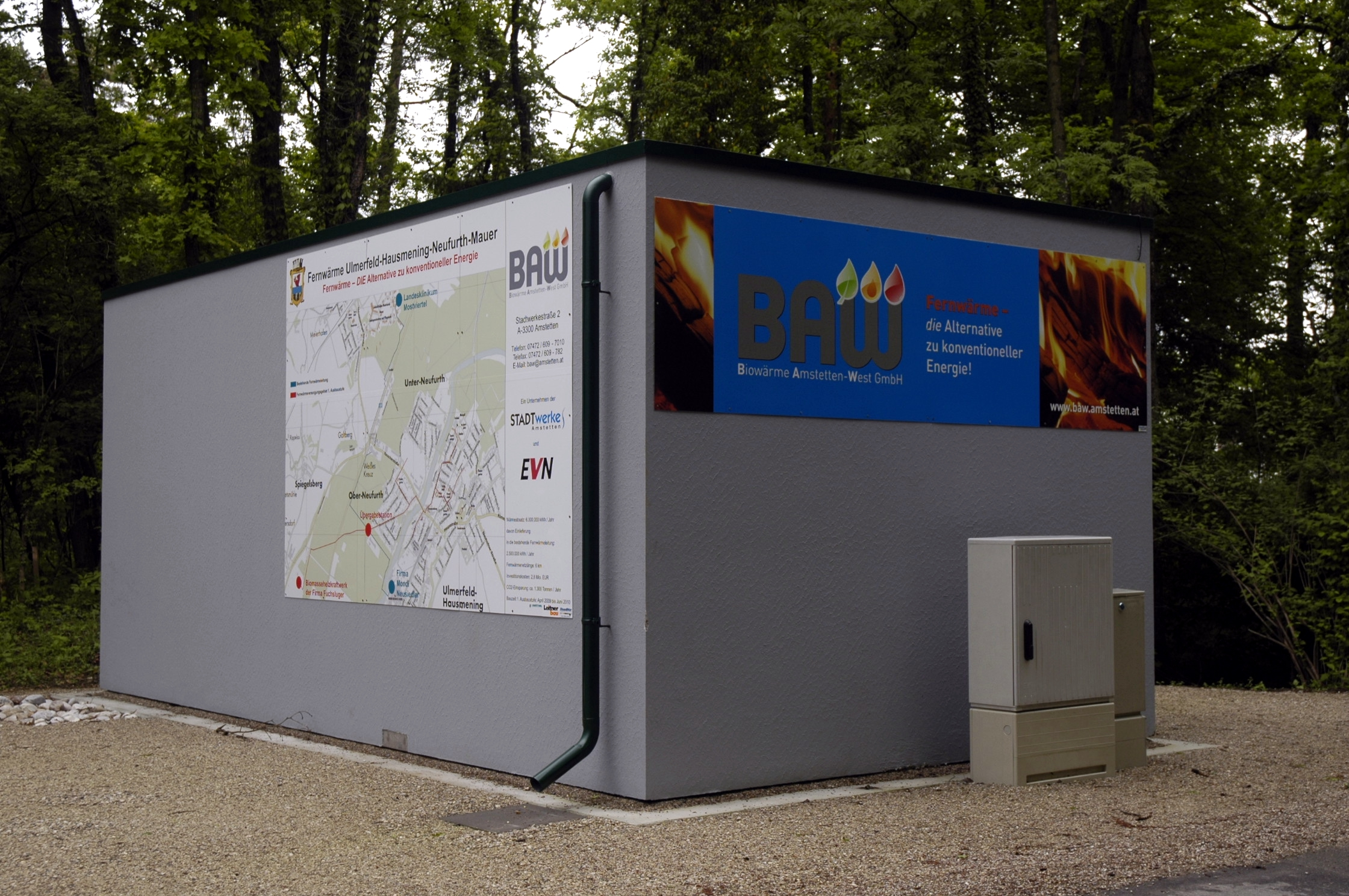
Fernwärmepumpstation der Tochtergesellschaft Biowärme Amstetten-West GmbH
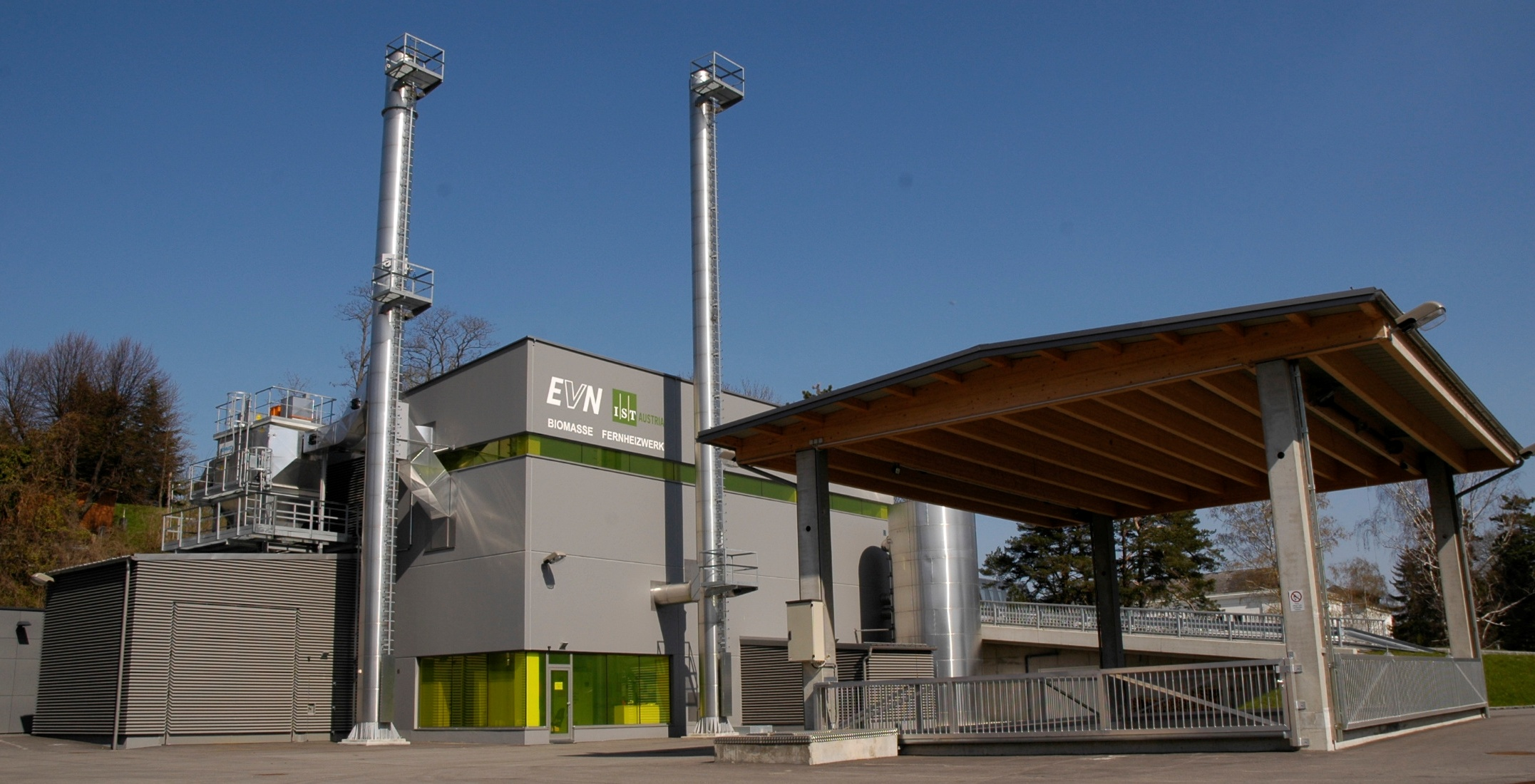
Außenansicht des Biomasseheizwerkes in Maria Gugging zur Versorgung der ISTA
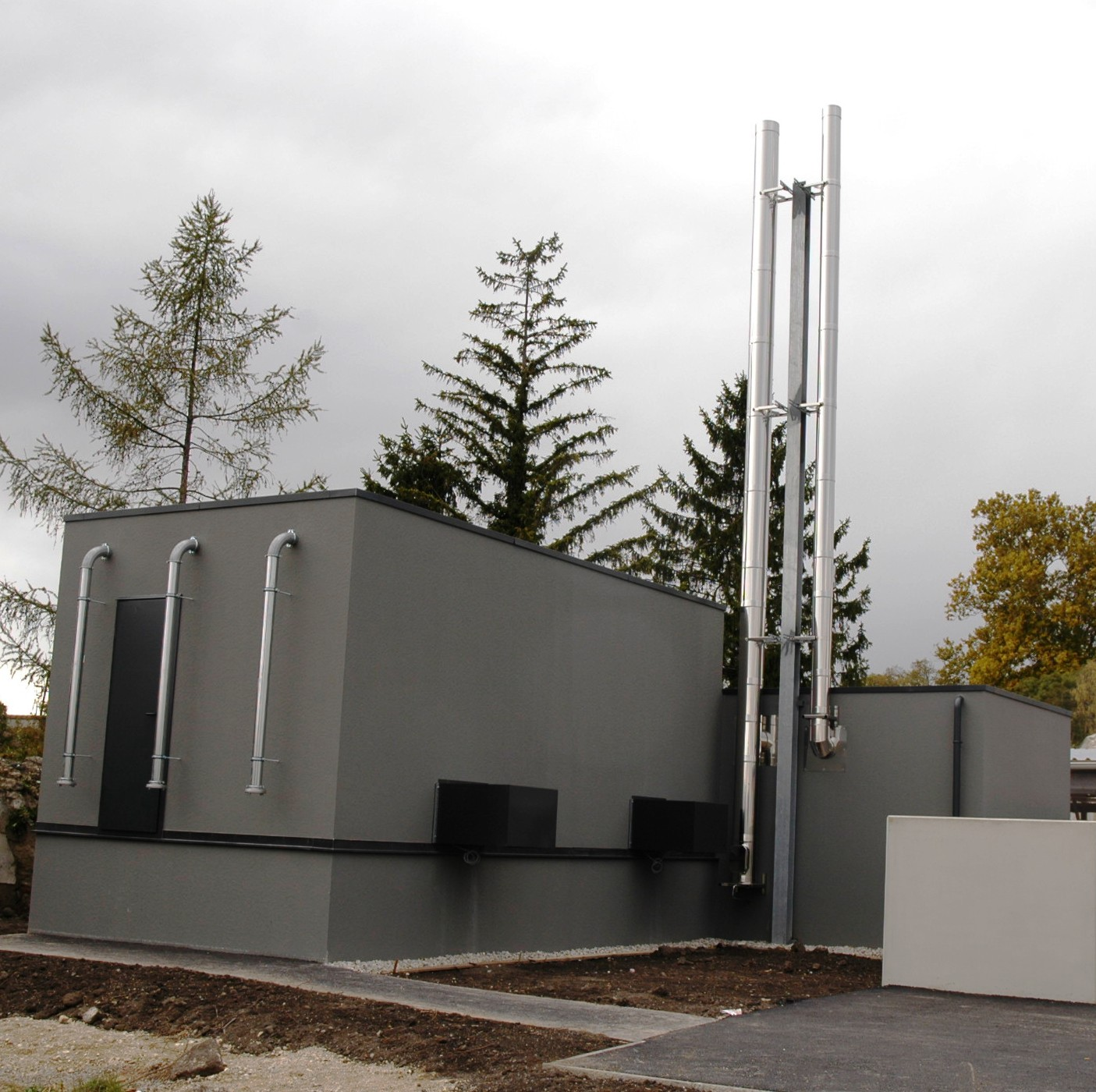
Biomasseheizwerk mit einer Leistung von 300 kW als Modulanlage, mit Gebrauchsmusterschutz
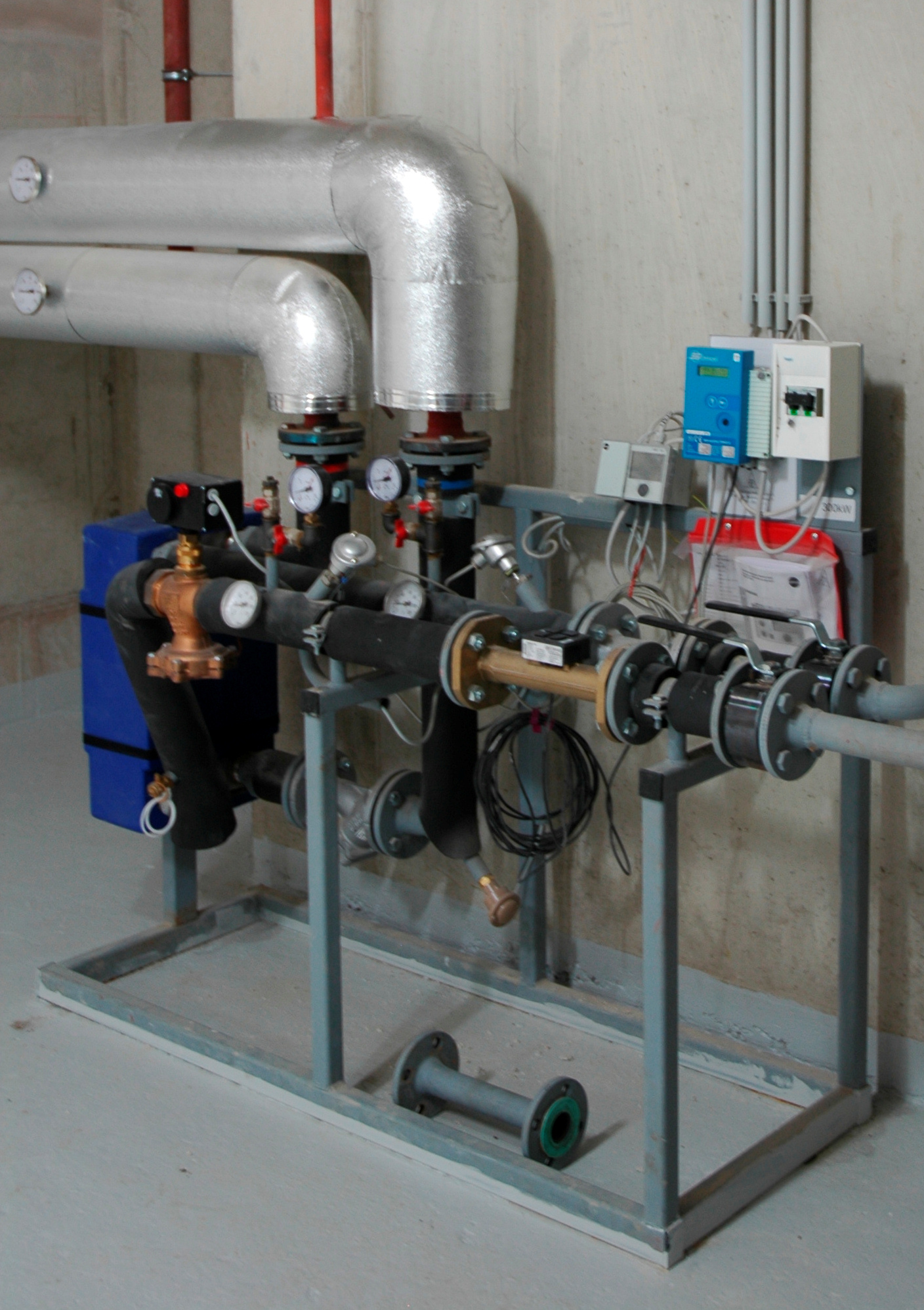
Wärmeübergabestation der mit einer Leistung von 300 kW einer Wohnhausanlage
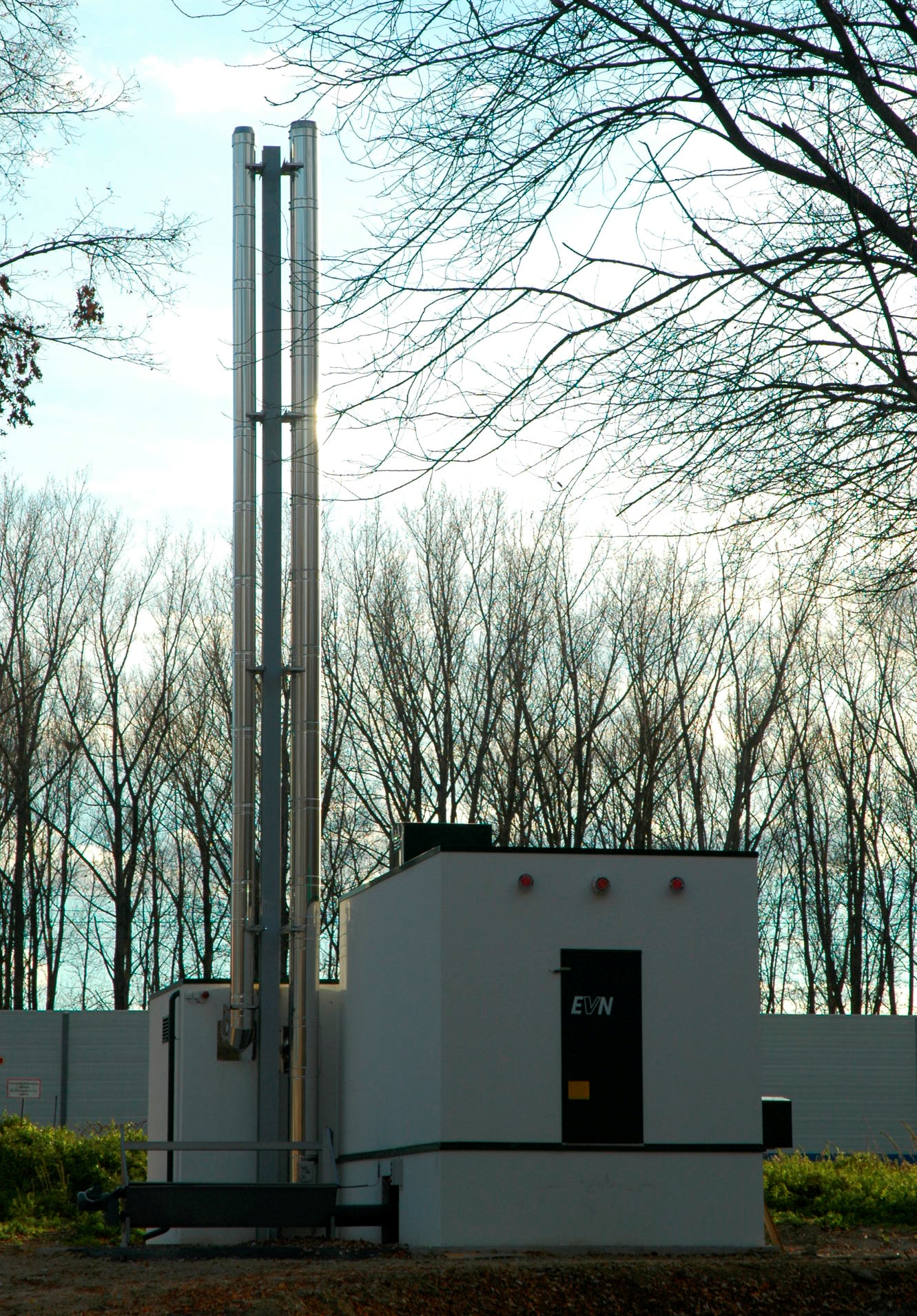
Biomasseheizwerk mit einer Leistung von 1000 kW als Modulanlage